# Cateye

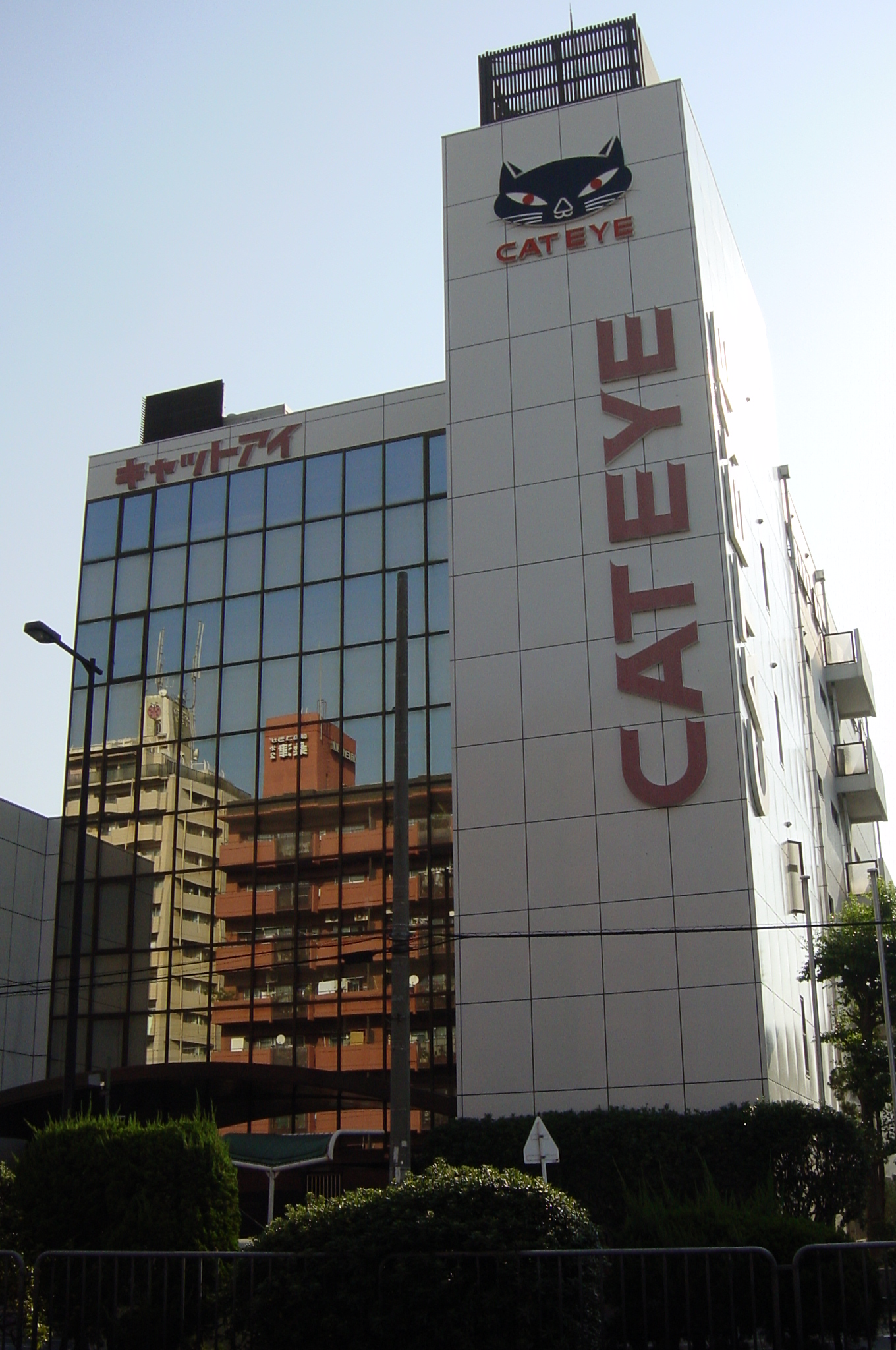
Cateye Hauptquartier

K.K. Cateye (jap. 株式会社キャットアイ, Kabushiki kaisha Kyattoai, engl. Cateye Co., Ltd.) ist ein japanischer Hersteller von Fahrradzubehör wie Fahrradlichtsystemen aus Osaka.
Das Unternehmen wurde 1954 gegründet, etablierte sich im Fahrradzubehörsektor und gestaltete die Entwicklung im Bereich elektronischer Zubehörteile maßgeblich mit. Die Firma brachte 1957 den ersten Reflektor auf den Markt, 1964 das erste Blinklicht für Fahrräder, 1981 den ersten Fahrradcomputer, 1982 das erste Batterielicht, 1984 die erste Solarbeleuchtung und 2001 das erste LED-Licht fürs Fahrrad.
Neben Fahrradkomponenten und Zubehör stellt die Firma auch Automobilteile, reflektierende Fahrbahnmarkierungen und Markierungsnägel sowie Metall- und Kunstharz-Produkte her.